# Arthur P. Dempster
Arthur Pentland Dempster (né en 1929) est professeur émérite au département de statistique de l'Université Harvard. Il est l'un des quatre professeurs lorsque le département est fondé en 1957.

## Biographie
Dempster obtient son baccalauréat en mathématiques et physique (1952) et sa maîtrise en mathématiques (1953), tous deux de l'Université de Toronto. Il obtient son doctorat en statistiques mathématiques de l'Université de Princeton en 1956. Sa thèse, intitulée The two-sample multivariate problem in the degenerate case, est rédigée sous la direction de John Tukey.
Il travaille sur la théorie de Dempster-Shafer et l'algorithme de maximisation des attentes (EM).
Dempster est Putnam Fellow en 1951. Il est élu à la Société américaine de statistique en 1964, à l'Institut de statistique mathématique en 1963, et à l'Académie américaine des arts et des sciences en 1997.